# Sundhetskommissionen
Sundhetskommissionen var en under åren 1737–67 i Sverige verksam kommission vilken hade till syfte att förhindra och begränsa epidemier. Kommissionen, som var tillsatt av Kungl. Maj:t och bestod av högre ämbetsmän samt några läkare och magistratspersoner, övertog i det närmaste fullständigt ledningen för landets medicinalväsen, medan medicinalverkets mer vetenskapliga verksamhet lämnades åt Collegium medicum. Vid Sundhetskommissionens upplösande övertogs dess uppgifter i huvudsak av Collegium medicum.